# Mátraderecske
Mátraderecske község Heves vármegye Pétervásárai járásában.

## Fekvése
Pétervására déli szomszédjában, Mátraballa és Recsk között, a Mátra északi lábánál található kiránduló- és gyógyfürdőhely. Érinti a Kisterenye–Kál-Kápolna-vasútvonal, vasúti megállóhelye azonban 2007. március 5-én bezárt. A 23-as és a 24-es főutat összekötő 2411-es közút halad át rajta.

## Története
A falu nevét már az 1332–1337. évi pápai tizedjegyzék is említette De Reske néven, tehát ekkor már egyháza is volt. Később, 1479-ben pedig Derechke néven említették.
Az 1546-ban végzett adóösszeírás szerint Perényi Péter, 1549-ben pedig Perényi Gáboré volt, ekkor 5 adóköteles és 4 elszegényedett jobbágytelket írtak itt össze.
1571-ben-ben Recsky Zsigmond és György birtoka volt, de anyja után Rédey Pál is igényt tartott az itteni Recsky-féle birtokokra.
1684-ben Erdődy György és Rákóczi László birtoka volt, 1693-ban pedig Erdődy György grófnak 3, Vay Ádámnak pedig 7 jobbágytelke volt itt, 1741-ben pedig báró Grassalkovich Antal személynök birtoka volt.
A 19. század elején a Grassalkovich, Orczy, Bay, Balogh, Kubinyi, Ondrekovics, Recsky, Ivády, Liszkay, Gomba és Kecskeméti és Ullmann családok birtoka volt, a 20. század elején pedig báró Barkóczy Sándorné volt a nagyobb birtokosa.
E község határában állnak Kanázsvár romjai is.

## Közélete

### Polgármesterei
- 1990–1994: Zám Ferenc (független)[3]
- 1994–1998: Zám Ferenc (független)[4]
- 1998–2002: Zám Ferenc (független)[5]
- 2002–2006: Zám Ferenc (független)[6]
- 2006–2010: Zám Ferenc (független)[7]
- 2010–2014: Forgó Gábor (Fidesz-KDNP)[8]
- 2014–2019: Forgó Gábor (Fidesz-KDNP)[9]
- 2019–2024: Forgó Gábor (Fidesz-KDNP)[10]
- 2024– : Forgó Gábor (Fidesz-KDNP)[1]

## Népesség
A település népességének változása:
| Lakosok száma | 1959 | 1939 | 1926 | 1932 | 1705 | 1706 | 1689 |
|               | 2013 | 2014 | 2015 | 2021 | 2022 | 2023 | 2024 |

2001-ben a település lakosságának 94%-a magyar, 6%-a cigány nemzetiségűnek vallotta magát.
A 2011-es népszámlálás során a lakosok 88,4%-a magyarnak, 11,4% cigánynak, 0,2% németnek mondta magát (11,6% nem nyilatkozott; a kettős identitások miatt a végösszeg nagyobb lehet 100%-nál). A vallási megoszlás a következő volt: római katolikus 68,5%, református 3,1%, evangélikus 0,6%, görögkatolikus 0,2%, felekezeten kívüli 9,2% (17,7% nem nyilatkozott).
2022-ben a lakosság 91,7%-a vallotta magát magyarnak, 9,7% cigánynak, 0,9% ukránnak, 0,3% németnek, 0,2% románnak, 0,2% szlováknak, 0,1-0,1% lengyelnek, örménynek és ruszinnak, 1,5% egyéb, nem hazai nemzetiségűnek (7,9% nem nyilatkozott; a kettős identitások miatt a végösszeg nagyobb lehet 100%-nál). Vallásuk szerint 59,2% volt római katolikus, 3,3% református, 0,7% görög katolikus, 0,4% evangélikus, 0,1% ortodox, 1% egyéb keresztény, 0,8% egyéb katolikus, 10,3% felekezeten kívüli (23,9% nem válaszolt).

## Nevezetességei

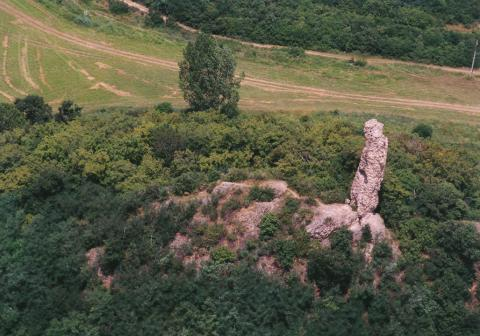
A vár légifotója

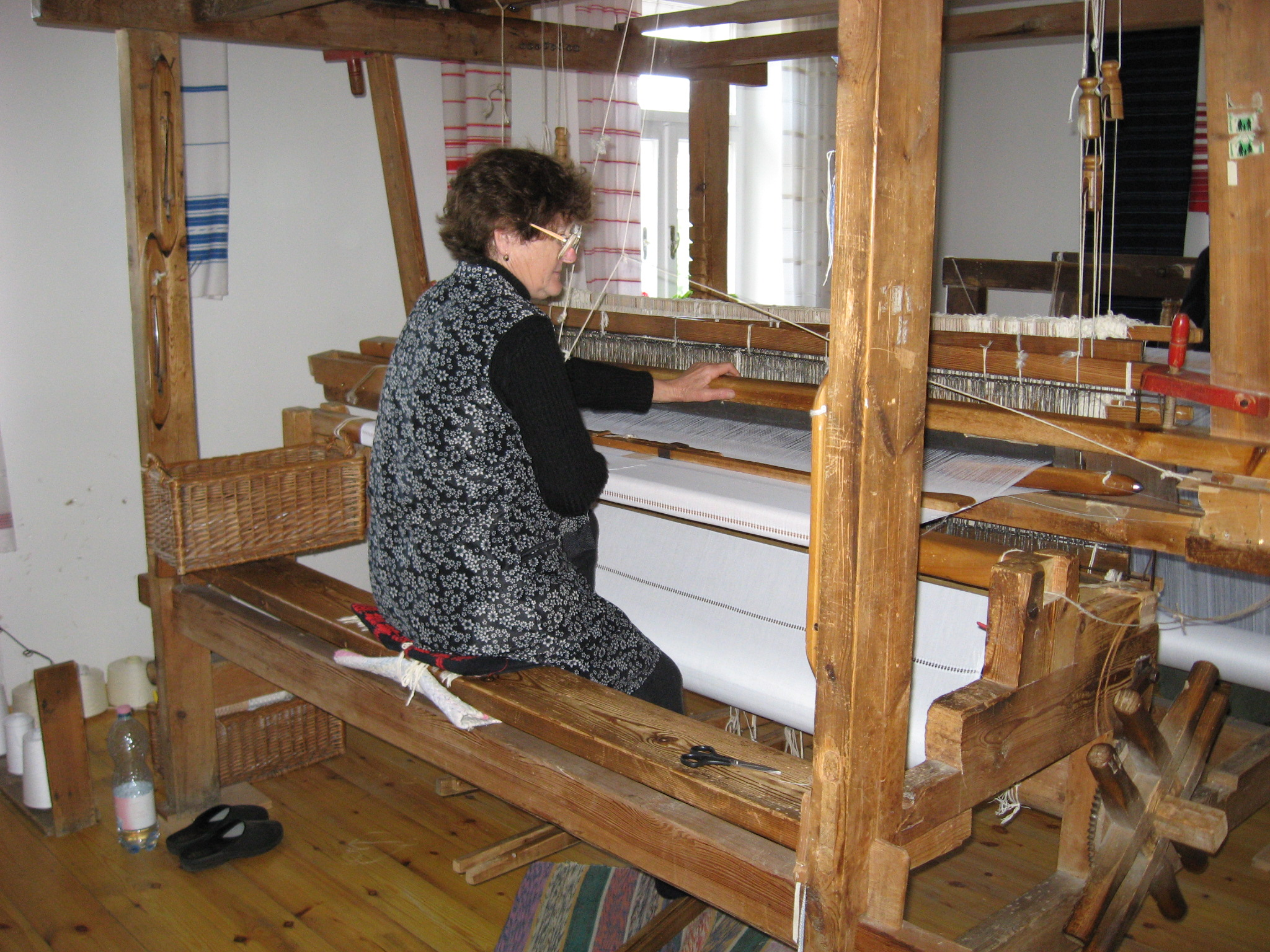
Szövőszék

- Római katolikus temploma 1804-ben épült.
- A községtől délre egy 260 méter magas dombhát nyugati végén magasodik Kanázsvár toronycsonkja és néhány falmaradványa. Feltehetően a török veszély növekedése miatt építették a falu birtokosai a 16. század második felében, a siroki vár megerősítésével azonos időben. Még ugyanebben az évszázadban, valószínűleg Eger elestének évében (1596) elpusztult a kis erősség. A várnak okleveles említése nem ismert. A vár teljes északnyugati oldala a II. világháború előtt állt. (Forrás: egy helyi lakos 1985-ös elbeszélése alapján.)
- Kincses Termálfürdő (Baross Gábor u. 45.): kétmedencés kisebb termálvizes (34,5 °C) fürdő. 1965-ben végeztek kutató fúrást. 1968-ban fektették le a csövezést. Környékén mintegy 400 kis nyaraló épült fel. Vizét 2011-ben az ÁNTSZ gyógyvízzé nyilvánította. 2015 óta nem nyitott ki, mert csövezését nem termálvízre tervezték annak idején, ami eddigre tönkrement. Az újranyitás csak a kút felújítása vagy új kút fúrása után lehetséges, aminek költsége 2015-ös áron 160 millió forint lett volna. 2019-ben ismét felcsillant a remény a kis fürdő újranyitására.[14]
- Magyarországon Mátraderecskén található az ország egyetlen szén-dioxidos gázfürdője (mofetta), a Mátraderecskei Széndioxid Gyógygázfürdő.
- A község első állandó kiállítása 2008 szeptemberében nyílt meg „Palóc élet és szentkép kiállítás” címmel. Az új Faluházban megtekinthető egy tisztaszoba - gyönyörű textíliákkal, egy 18. századi konyha - stelázsival, kenyérfiókos asztallal, karos lócával, és gyikóval. A komra egy igazi éléstár, szebbnél szebb kiállított tárggyal.

Megtekinthető még a kenderfeldolgozás minden kelléke, a törő, tiló, gereben, guzsaly és eszváta is.
A kiemelt helyen vannak felsorakoztatva az ősi palócság gazdasági szerszámai, a lószerszámok, és a mindennapi életben használt, ma már nemigen ismert dolgai.
A hatalmas, magas falakon a mai és ősi tisztaszobák falairól levett különböző méretű szentképek láthatóak. Fő dísze a teremnek a  helyi templom plébánosától, Csaba atyától, és a harangozó Aranykától kapott gyönyörű régi miseruhák, melyek a vallás ihletét adják.
- A Bem út 3. sz. alatt található egy magángyűjtemény, melyet 2000-től gyarapít egy rokkantnyugdíjas házaspár. A tisztaszobában kitűnik a nyoszolyában a négynyüstös dunyha és vánkoshuzat. Köszönti a kedves betérő vendégeket Józsi bácsi és Ilus néni ősi palóc öltözetben. A bőcsőben ring  két gyerek, melyet a szentkép vigyázó tekintete óv.

## Ismert emberek
- Itt született 1924. október 22-én Faluvégi Lajos közgazdász, pénzügyminiszter.